# Mageia
Mageia  es el nombre de una distribución de Linux de software libre y de código abierto que nació como un fork de Mandriva Linux.
La primera versión de Mageia fue publicada en junio de 2011.

## Historia
El día 18 de septiembre de 2010, un grupo de antiguos empleados de Mandriva con el apoyo de miembros de la comunidad, anunciaron que habían creado un Fork de Mandriva Linux, es decir, se crearía una nueva distribución dirigida por la comunidad, llamada Mageia. Esta acción se dio como respuesta a la noticia de que la mayoría de los empleados que trabajaban en la distribución Mandriva habían sido despedidos cuando Edge-IT (una filial de Mandriva) había sido liquidada. El grupo explicó que "no querían ser dependientes ni de las fluctuaciones económicas ni de los movimientos estratégicos sin explicación de la compañía".
La organización Mageia administra y coordina la distribución: código, alojamiento del software, distribución, sistema de empaquetado, promoción, comunicación y eventos. Los datos, acciones, programación de lanzamientos, diseños, etc., son compartidos y discutidos a través de esta organización.

## Objetivos
Los siguientes objetivos se dieron a conocer en el anuncio del 18 de septiembre de 2010:
- Hacer Linux y el software libre y de código abierto accesible a todos.
- Proporcionar herramientas integradas para la configuración del sistema.
- Mantener un alto nivel de integración entre el sistema base, el escritorio (KDE/GNOME) y las aplicaciones; mejorar especialmente la integración de terceros (ya sean aplicaciones libre o privativas).
- Tener como objetivo nuevas arquitecturas y formatos.
- Mejorar nuestra comprensión sobre los usuarios de computadoras y dispositivos electrónicos.

## Origen del nombre
El término Mageia — μαγεία en griego — significa magia en español. Es una referencia al mago Leon Mandrake, que le daba nombre a la antigua distribución.

## Entornos de escritorio
Mageia utiliza la mayoría de los principales entornos de escritorio disponibles para Linux. Al igual que en su antecesora Mandriva Linux, KDE es el entorno principal y más utilizado.
Los usuarios finales pueden elegir entre KDE y GNOME en los Live-CD. La edición DVD tiene disponibles para instalar GNOME, KDE, XFCE, Mate, Cinnamon y LXDE entre otros.

## Mageia 6
Esta versión trae notorias novedades entre las cuales está un nuevo manejador de paquetes el cual sustituirá a urpmi entre los cambios están:
- Plasma 5 de KDE reemplaza a KDE SC 4.
- DNF (Dandified Yum) se ha introducido como alternativa a urpmi en Mageia 6.
- Soporte para AppStream.
- Soporte ARM.
- Grub2 como gestor de arranque predeterminado.
- Live DVDs de XFCE.
- Nuevo aspecto de las herramientas de Mageia.
- dnfdragora: Una nueva interfaz gráfica para DNF.
- Mock: Una nueva herramienta para construir paquetes.
- Soporte para COPR de Fedora.
- Soporte para OBS (openSUSE Build Service).[2]

## Versiones
Se publica una nueva versión de Mageia cada 9 meses, y cada nueva versión tiene un tiempo de soporte de 18 meses.
| Versión  | Lanzamiento           | Fin de soporte                                | Kernel                | GCC                   | Mesa 3D               | KDE                   | GNOME                 | LibreOffice           |
| -------- | --------------------- | --------------------------------------------- | --------------------- | --------------------- | --------------------- | --------------------- | --------------------- | --------------------- |
| 1        | 1 de junio de 2011    | 1 de diciembre de 2012                        | 2.6.38.7              | 4.5.2                 | 7.10.2                | 4.6.3                 | 2.32.1                | x                     |
| 2        | 22 de mayo de 2012    | 22 de noviembre de 2013                       | 3.3.6                 | 4.6.3                 | 8.0.2                 | 4.8.2                 | 3.4.1                 | x                     |
| 3        | 19 de mayo de 2013    | 19 de noviembre de 2014                       | 3.8.13                | 4.7.2                 | 9.1.2                 | 4.10.2                | 3.6.2                 | x                     |
| 4        | 1 de febrero de 2014  | 1 de agosto de 2015                           | 3.12.8                | 4.8.2                 | 10.0.2                | 4.11.4                | 3.10.2                | x                     |
| 4.1      | 20 de junio de 2014   | 1 de agosto de 2015                           | 3.12.21               | 4.8.2                 | 10.0.5                | 4.11.4                | 3.10.2                | x                     |
| 5        | 20 de junio de 2015   | 31 de diciembre de 2017                       | 3.19.8                | 4.9.2                 | 10.5.7                | 4.14.3/5.1.2          | 3.14.2                | 4.4.2.2               |
| 5.1      | 20 de junio de 2015   | 31 de diciembre de 2017                       | 4.4.30                | 4.9.2                 | 10.5.7                | 4.14.3/5.1.2          | 3.14.2                | 4.4.7.2               |
| 6        | 17 de julio de 2017   | 30 de septiembre de 2019                      | 4.9.35                | 5.4.0                 | 17.1.4                | 5.8.7                 | 3.24.2                | 5.3.4.2               |
| 7        | 1 de julio de 2019    | 30 de junio de 2021                           | 4.14.14               | 7.3.0                 | 17.3.3                | 5.12.0                | 3.26.2                | 5.4.4.2               |
| 8        | 27 de febrero de 2021 | 30 de noviembre de 2023                       | 5.10.16               | 10.2                  | 20.3.4                | 5.20.4                | 3.38.3                | 7.0.4.2               |
| 9        | 27 de agosto de 2023  | 3 meses después del lanzamiento de su sucesor | 6.4                   | 12.3                  | 23.1                  | 5.27.5                | 44.2                  | 7.5                   |
| Leyenda  |                       |                                               |                       |                       |                       |                       |                       |                       |
| Rojo     | Versión sin soporte   | Versión sin soporte                           | Versión sin soporte   | Versión sin soporte   | Versión sin soporte   | Versión sin soporte   | Versión sin soporte   | Versión sin soporte   |
| Verde    | Versión con soporte   | Versión con soporte                           | Versión con soporte   | Versión con soporte   | Versión con soporte   | Versión con soporte   | Versión con soporte   | Versión con soporte   |
| Amarillo | Versión en Desarrollo | Versión en Desarrollo                         | Versión en Desarrollo | Versión en Desarrollo | Versión en Desarrollo | Versión en Desarrollo | Versión en Desarrollo | Versión en Desarrollo |